# 993 до н. е.

## Події
- Єгипет: Аменемопе наслідував Псусенесу I як правитель.
- Архіп, архон Афін, помер пілсля 19 років правління. Його наслідував син Терсіпіс.